# Livre des Song
Le Song Shu ou Livre des Song (chinois traditionnel : 宋書 ; chinois simplifié : 宋书 ; pinyin : Sòng shū) est une histoire de la dynastie Song du Sud, l'une des dynasties du Sud de cette période où la Chine était morcelée. L'auteur de ce texte, qui comptait originellement 100 volumes, est Shen Yue, qui vivait sous les Liang. Sous la dynastie Song, quelques volumes manquaient déjà. Des éditeurs ont ensuite reconstruit ces volumes en tirant leurs informations de l’Histoire des dynasties du Sud ainsi que d'autres ouvrages tels que l’Historiette des Gao de Gao Jun, bien que plusieurs de ces volumes ne fussent déjà plus dans leur état original.